# Enisried
Enisried ist ein Ortsteil der Gemeinde Lengenwang im schwäbischen Landkreis Ostallgäu.

## Geografie
Das Dorf Enisried liegt circa drei Kilometer südlich von Lengenwang.

## Sehenswürdigkeiten
- Katholische Kapelle St. Agatha, Andreas, Rochus und Sebastian

Siehe auch: Liste der Baudenkmäler in Enisried